# Luigi Apolloni
Luigi Apolloni (Frascati, 2 mei 1967) is een Italiaans voormalig betaald voetballer. Apolloni was een centrale verdediger. Hij was dertien jaar verbonden aan Parma, waarmee hij in de jaren negentig Europese trofeeën won. In 2001 beëindigde Apolloni zijn loopbaan bij Hellas Verona. Sinds 2009 is hij actief als trainer.

## Clubcarrière
Apolloni begon zijn carrière bij achtereenvolgens Pistoiese (1984–1986) en Reggiana (1986–1987). In 1987 streek de centrale verdediger neer in Parma. Hij groeide op de duur uit tot een clubicoon bij Parma, terwijl de club in de jaren negentig de Europese trofeeën aaneen reeg. Apolloni bleef tot 2000 voor Parma spelen. Hij won in die periode twee keer de UEFA Cup (1994/95 en 1998/99) en de Europacup II / UEFA Beker der Bekerwinnaars in 1992/93 tegen Antwerp FC – de laatste keer dat een Belgische club een Europese finale speelde anno 2020. Apolloni vertrok in 2000 definitief naar Hellas Verona, dat hem al een seizoen huurde van Parma.

## Erelijst
| UEFA Cup                     | 2x | 1994/95, 1998/99 |
| UEFA Beker der Bekerwinnaars | 1x | 1992/93          |
| UEFA Super Cup               | 1x | 1993             |
| Coppa Italia                 | 2x | 1991/92, 1998/99 |
| Supercoppa Italiana          | 1x | 1999             |

## Interlandcarrière
Apolloni speelde 15 maal voor het Italiaans voetbalelftal en maakte deel uit van de Squadra Azzurra op het WK 1994 in de Verenigde Staten. Tijdens de finale tegen Brazilië verving Apolloni de geblesseerde Roberto Mussi iets voorbij het half uur. Italië verloor de finale pas na strafschoppen. Twee jaar later was Apolloni ook aanwezig op het EK 1996 in Engeland. Het werd zijn laatste optreden op een groot toernooi.